# Michael Ironside
Michael Ironside (Toronto, 12 februari 1950) is een Canadese acteur.
Hij werd geboren als Frederick Reginald Ironside en studeerde aan de Ontario College of Art in Toronto. Op vijftienjarige leeftijd schreef hij een toneelstuk dat de eerste prijs won tijdens een universiteitswedstrijd.
Ironside speelde de rol van de kwaadaardige telepaat Darryl Revok in de door David Cronenberg geregisseerde film Scanners uit 1981. In 1983 speelde hij een rol in The A-Team als slechterik in de aflevering The Taxicab Wars. Zijn doorbraak in de filmindustrie had Ironside te danken aan zijn rol in de televisieserie V - The Final Battle, waarin hij de rol van Ham Tyler vertolkte. Hij geniet ook bekendheid vanwege zijn rol als Luitenant ter zee der 1ste klasse (Lieutenant Commander) Rick 'Jester' Heatherly in Top Gun uit 1986, als Majoor (Major) Paul Hackett in Extreme Prejudice uit 1987 en als de moorddadige Richter in Total Recall uit 1990. Ironside speelde de schurkachtige Katana in het vervolg Highlander II: The Quickening uit 1991. In 1997 speelde hij in de film Starship Troopers die werd geregisseerd door Paul Verhoeven, met wie hij eerder had samengewerkt in Total Recall. Tevens speelde hij in The Perfect Storm uit 2000 en The Machinist uit 2004.
Naast zijn werk als film- en tv-acteur is Ironside stemacteur. Hij deed de stem van stripschurk Darkseid in de animatieserie Superman: The Animated Series en de spin-off, Justice League. Tevens deed hij de stem van Batman in een aflevering van The New Batman Adventures. Ook sprak hij de stem van Sam Fisher in de Splinter Cell-reeks.